# نيكول جوردن
نيكول جوردن (بالإنجليزية: Nicole Jordan)‏‏ (1954 في أوكلاهوما - ) روائية من الولايات المتحدة.

## الجوائز
- زمالة غوغنهايم